# Deserteurdenkmal (Bernau bei Berlin)

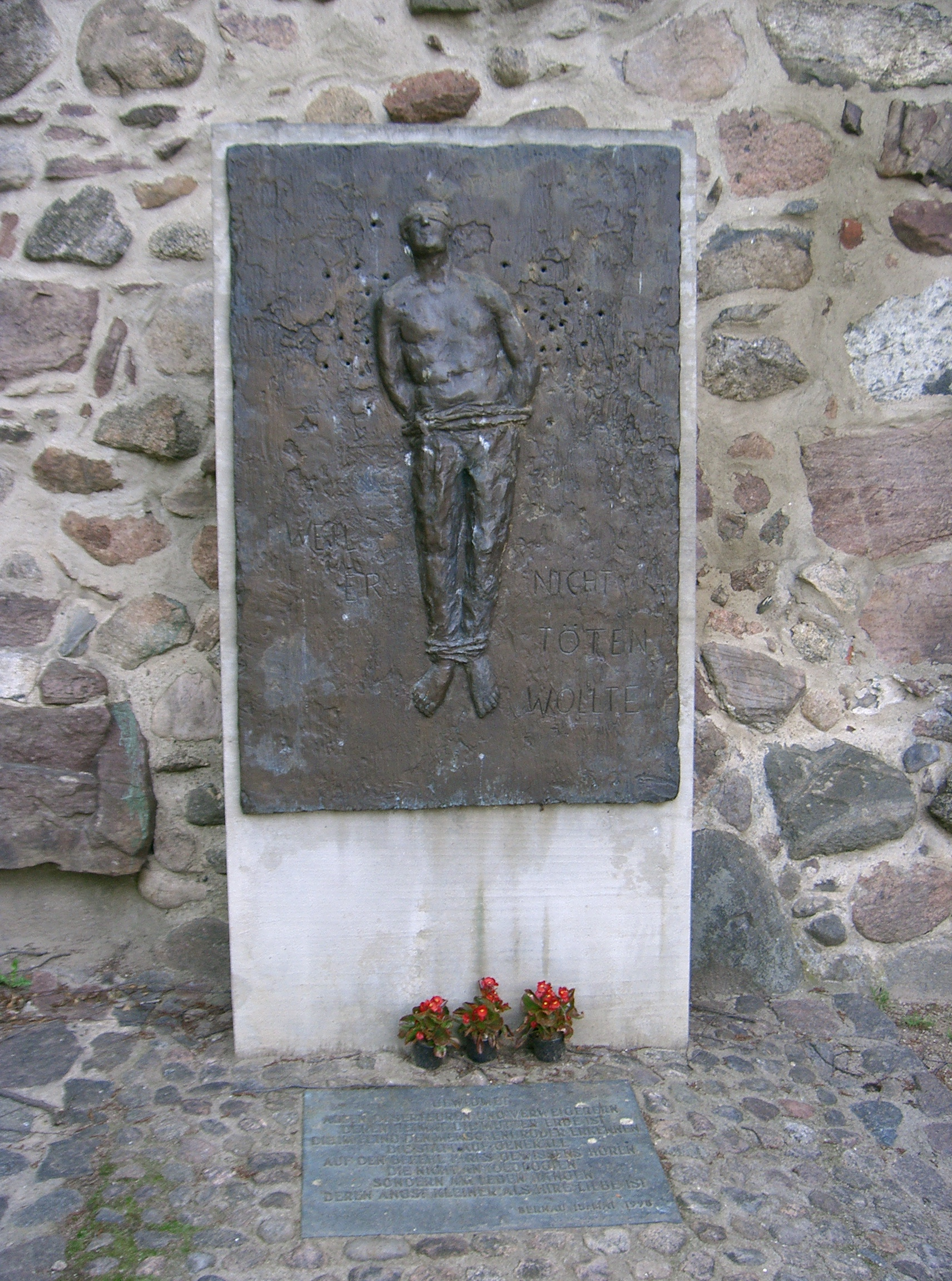
Deserteurdenkmal in Bernau

Das Deserteurdenkmal in Bernau bei Berlin ist ein Bronzerelief des Biesenthaler Bildhauers Friedrich Schötschel. Es wurde am 15. Mai 1998, dem „Tag der Kriegsdienstverweigerer“, am nördlichen Durchlass der historischen Stadtmauer des Ortes angebracht.

## Beschreibung
Das Relief zeigt einen an Händen und Füßen gefesselten Deserteur bei seiner Hinrichtung. Die Augen sind ihm verbunden. Neben ihm befinden sich in der Wand zahlreiche Einschusslöcher. Das Relief wird durch die Inschrift „Weil er nicht töten wollte“ ergänzt.

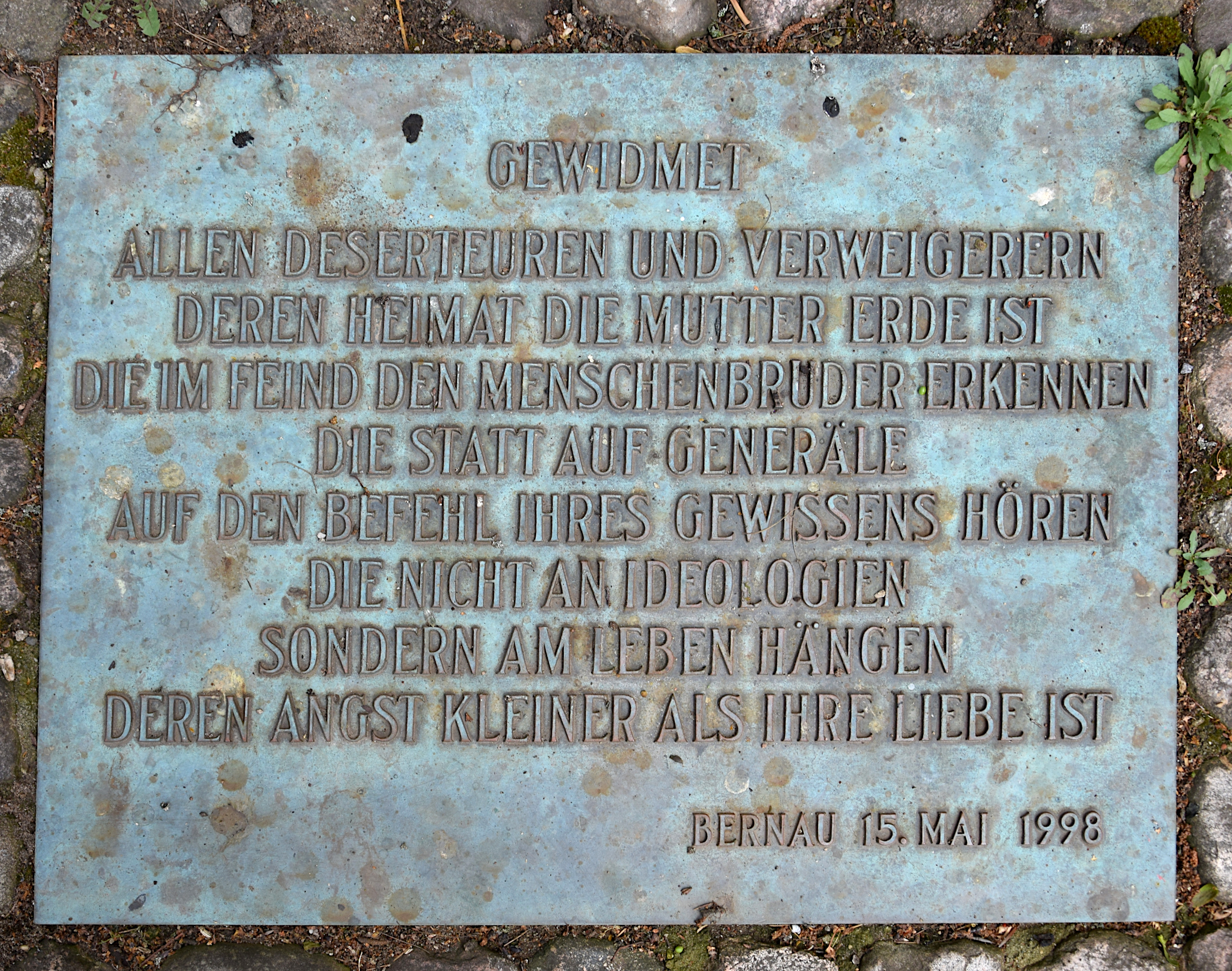
Gedenktafel am Fuß des Reliefs

Zu Füßen des Reliefs erinnert eine Metallplatte an alle Deserteure und Kriegsdienstverweigerer. Auf ihr ist zu lesen:

„Gewidmet allen Deserteuren und Verweigerern, deren Heimat die Mutter Erde ist, die im Feind den Menschenbruder erkennen, die statt auf Generäle auf den Befehl ihres Gewissens hören, die nicht an Ideologen, sondern am Leben hängen, deren Angst kleiner als ihre Liebe ist. Bernau. 15. Mai 1998.“

In Sichtweite des Deserteurdenkmals befinden sich zwei weitere Denkmale; einerseits das Kriegerdenkmal zum Gedenken an mehrere kriegerische Auseinandersetzungen des 19. Jahrhunderts, andererseits der Obelisk des Ehrenfriedhofs für Gefallene der Roten Armee.